# Charles Duval
Charles Duval C.Ss.R. (ur. 12 kwietnia 1964 w Gatineau) – kanadyjski duchowny katolicki, arcybiskup koadiutor Grouard-McLennan od 2025.

## Życiorys
Święcenia kapłańskie otrzymał 12 czerwca 1993 w Zgromadzeniu Najświętszego Odkupiciela. 
14 lutego 2025 papież Franciszek mianował go arcybiskupem koadiutorem Grouard-McLennan. Sakrę udzielił mu 15 maja 2025 w kościele św. Józefa w Grande Prairie, metropolita Grouard-McLennan, arcybiskup Gérard Pettipas. 